# Apoštolská šlechta
Apoštolské rody či apoštolská šlechta (německy Apostelgeschlechter nebo Landesaposteln - zemští apoštolové) je označení pro původně dvanáct starošlechtických rodů usazených v Rakousku (nad i pod Enží) již v době Babenberků (976–1246) a podle legendy tvořily první zemské desky.
V roce 1620 to byly následující rody († označuje tehdy již vyhaslé rody):
- páni z Polhaimu
- páni z Lichtenštejna
- hrabata ze Salmu
- páni z Traunu (dnešní rod Abensperg-Traunové)
- páni z Losensteinu †
- páni z Zelckingu’’ (Zelkingerové) †
- páni ze Stubenberku
- páni z Puechhaimu (Puchheim) †
- páni ze Streinu (Streunové ze Schwarzenau, Streun zu Schwarzenau) †
- páni ze Stahrenbergu (Starhembergové, Starenbergové)
- páni z Scherffenbergu (Schärffenbergu’’)
- páni Wild- a Rheingrafenové †
- páni z Zinzendorfu
- hrabata z Fürstenbergu
- páni z Rappachu †
- hrabata z Collalto

Z těchto rodů na území dnešního Rakouska žijí Abensperg-Traunové, Lichtenštejnové, Starhembergové a Fürstenbergové z Weitry.